# A Oitava Noite
A Oitava Noite (hangul: 제8일의 밤; rr: Je8ileui Bam;}}) é um filme de suspense e mistério sul-coreano de 2021 dirigido por Kim Tae-hyoung para a Gom Pictures, estrelado por Lee Sung-min, Park Hae-joon, Kim Yoo-jung e Nam Da-reum. O filme retrata a luta de um ex-exorcista tentando impedir a ressurreição de dois seres misteriosos que atormentaram os humanos e foram trancados em caixões separados por 2.500 anos. Foi lançado na Netflix e disponibilizado para streaming em 190 países em 2 de julho de 2021.

## Sinopse
Um homem, que já foi exorcista, sofre até enfrentar um demônio que é libertado. A noite existe entre o real e o irreal, a luta deles para impedir a ressurreição do demônio já começou!

## Elenco
- Lee Sung-min como Park Jin-soo, o guardião[6]
- Park Hae-joon como Kim Ho-tae, detetive de homicídios[7]
- Kim Yoo-jung como Ae-ran, uma garota com um segredo[8]
- Nam Da-reum como Cheong-seok[9]
- Choi Jin-ho como Professor Kim Joon-cheol
- Lee Eol como Ha-jeong
- Kim Han-sol como o entregador
- Park Se-hyun como uma estudante do ensino médio

## Produção

### Elenco
Em maio de 2019, Lee Seong-min, Park Hae-joon, Kim Yoo-jung, e Nam Da-reum foram confirmados para aparecer no filme. Mais tarde, Lee Eul e Choi Jin-ho se juntaram ao elenco.

### Filmagem
As filmagens começaram em 19 de maio de 2019 e foram concluídas em 26 de setembro de 2019. O filme foi rodado em Suwon, Incheon, Paju, Daejeon, Daegu, Yeongyang-gun e Cazaquistão. O lançamento estava previsto para 2020, mas foi adiado devido ao COVID-19.

## Recepção
No site agregador de resenhas Rotten Tomatoes, 63% das 8 resenhas dos críticos são positivas, com uma classificação média de 5,60/10.
Sarah Musnicky, escrevendo em Nightmarish Conjurings, avaliou-o com 4,5/5 estrelas e escreveu que o roteiro é "incrivelmente atencioso", pois manteve o público na dúvida. Ela opinou: "A escrita ajuda a elevar a história além de um cenário típico de "salvar o dia"." Musnicky também elogiou a atuação do elenco porque, em sua opinião, isso ajudou muito no desenvolvimento dos personagens. Elogiando a maquiagem FX e os efeitos visuais, ela escreveu: “E é nessa simplicidade que acho que as equipes de maquiagem e efeitos visuais realmente brilharam”. Concluindo a crítica, Musnicky expressou: "No geral, The 8th Night é um forte candidato a um dos meus filmes favoritos de 2021."
Johnny Loftus, escrevendo para Decider, elogiou o desempenho de Nam Da-reum. Ele opinou que The 8th Night foi um filme bem feito que evita 'grandes sustos' e 'cenas de salto' para uma justaposição 'adequadamente assustadora' do sobrenatural e do mundano. Terminando seu artigo, ele escreveu: "Um filme diferente pode abrir a porta para o Inferno com um pouco mais de talento, mas The 8th Night ainda segue seu conceito central com notas sutis de caráter e mistério do mundo espiritual."
Para JumpCut Online, Nguyen Le disse que o filme tem "o estilo, os sustos e a visão para certificar correntes mais profundas", apesar de um ritmo excessivamente rápido e um trabalho mediano de legendagem em inglês que pode causar a perda de detalhes. Ele encerrou sua crítica de 3,5/5 dizendo que este é um filme para o qual "você deveria, pelo menos uma vez, dedicar um tempo do dia".
Escrevendo para Culture Mix, Carla Hay opinou que The 8th Night tem cinematografia e efeitos visuais inovadores, tornando o filme um filme de terror acima da média. Hay escreveu que o filme com enredo sólido superou a decoração em relação às cenas de conteúdo, e reviravoltas surpreendentes e cheias de suspense compensaram o clímax confuso do filme. Terminando a crítica, Hay disse: " A 8ª Noite tem mistério e terror cativantes o suficiente para que os espectadores, confusos ou não, não fiquem entediados facilmente ao assistir a este filme."